# Sentenzen (Walzer)
Sentenzen ist ein Walzer von Johann Strauss Sohn (op. 233). Das Werk wurde am 31. Januar 1860 im Sofienbad-Saal in Wien erstmals aufgeführt.